# ブルディガラ (小惑星)
ブルディガラ (384 Burdigala) は、小惑星帯の典型的な小惑星である。
フランスの天文学者、フェルナン・クーティによってボルドーで発見され、ボルドーのラテン語名にちなんで命名された。